# Michael Hwang
Michael Hwang SC é um barrister e um arbitrador internacional de Singapura. Em 1991 foi nomeado comissário judicial da Suprema Corte de Singapura. Em 1997 foi nomeado um dos oito conselheiros-seniors do país. Entre 2008 e 2010, foi presidente da Sociedade de Direito de Singapura e em 2010 tornou-se Chefe de Justiça da Corte do Centro Financeiro Internacional de Dubai.
Em 2014, durante os Jogos Asiáticos realizados em Incheon, na Coreia do Sul, foi condecorado pelo Comitê Olímpico Internacional com a Medalha Pierre de Coubertin pelos serviços prestados ao Conselho Internacional de Arbitragem Esportiva, que opera junto ao Tribunal Arbitral do Esporte.